# Рулонная марка

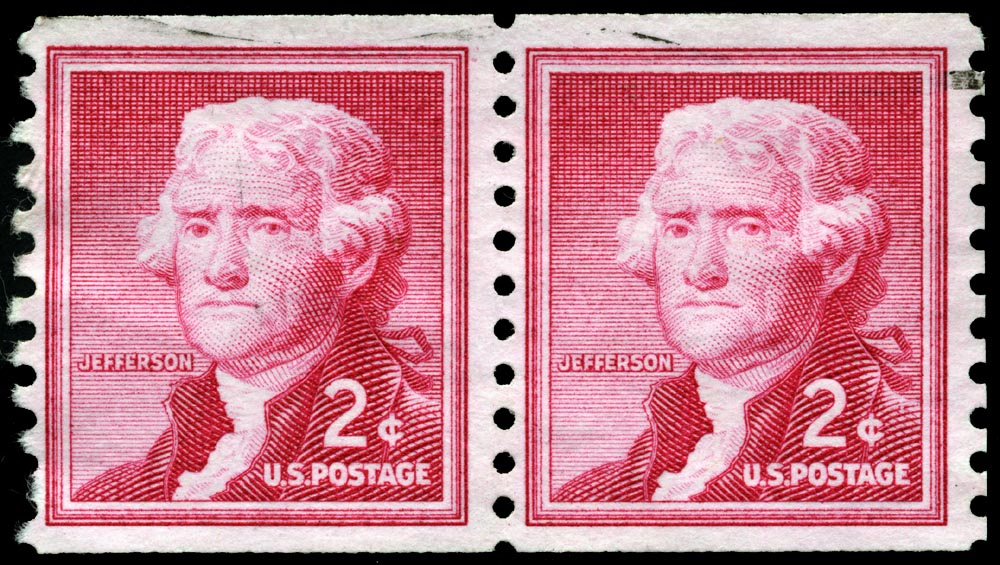
Эта 2-центовая рулонная марка США (1954) из серии «Свобода» широко использовалась в 1950-е и 1960-е годы

Руло́нные ма́рки (англ. coil stamps) — вид почтовых марок, которые изготовлены для продажи через торговые автоматы и оптовым потребителям и продаются в марочных рулонах в одну марку шириной.

## Описание
Рулонные марки получили своё название, поскольку для удобства пользования такие полосы марок обычно скатываются в рулоны, подобно рулонной клейкой ленте скотч. Значительная доля современных почтовых марок продаётся в виде марочных рулонов, поскольку они лучше поддаются механизированной обработке в больших количествах по сравнению с марками в марочных листах или тетрадках.

## История
Рулонные марки впервые появились в начале XX века. К примеру, в США экспериментировать с автоматизацией продажи почтовых марок первыми начали производители торговых автоматов. Ранние попытки вручную разделять листы на полосы марок оказались не очень удачными, поскольку они рвались и застревали, поэтому вскоре производители стали запрашивать у почтового ведомства беззубцовые марочные листы, разрезая их на полосы и пробивая перфорационные отверстия различной формы между каждой маркой. Известно множество таких «частных рулонных марок», причём некоторые из них довольно редки.

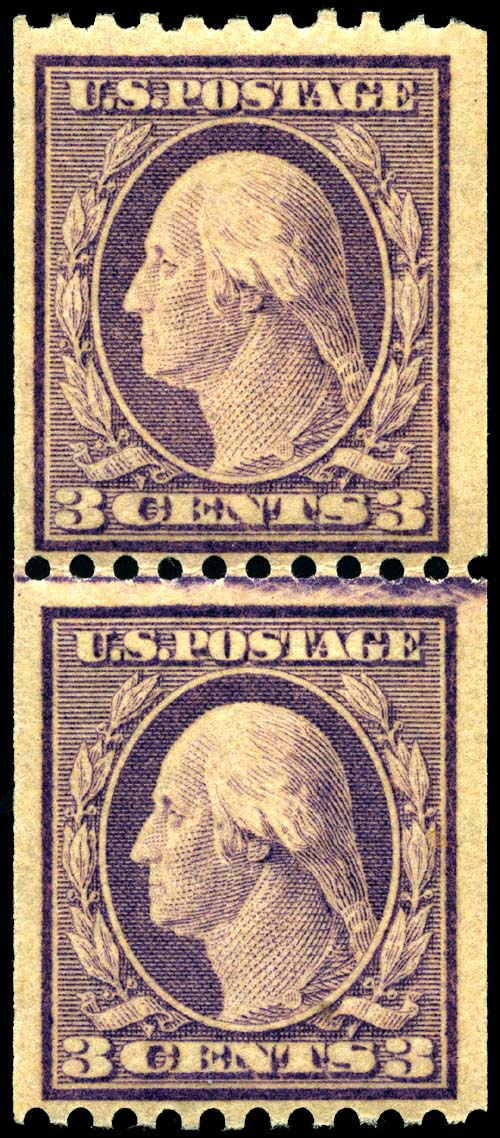
Вертикальная пара рулонных марок с соединительной линией (США, 1917)

В Великобритании первые рулонные марки были выпущены в 1907 году для снабжения почтовыми марками только что установленных автоматов по продаже марок. Поскольку они вырезались из обычных марочных листов, марки имеют зубцовку со всех четырёх сторон. Ввиду того что каждая марка стоила либо полпенни либо один пенни, а 240 пенсов равнялись одному фунту стерлингов, рулонные марки производились в рулонах по 960 или 480 штук.
Первые официальные рулонные марки появились в США в 1908 году. Они были изготовлены путём склеивания вместе достаточного количества листов беззубцовых марок для изготовления рулонов по 500 или 1000 марок в каждом, разрезания их на полосы и перфорирования.
Позднее была изобретена ротационная машина (rotary press), которая позволила устранить этап склеивания. В цилиндрической плате, которая использовалась в ротационных печатных машинах, имелся шов, где порой скапливалась краска, которая пропечатывалась на бумаге, образуя пары марок с соединительной линией между ними (joint line pairs).
В большинстве стран выпуск рулонных марок ограничен повседневно используемыми в больших количествах марками, но Швеция выпускает рулонные варианты большинства своих почтовых марок, начиная с 1920 года.
Первой рулонной маркой СССР стала стандартная марка 1969 года номиналом в 4 копейки (ЦФА [АО «Марка»] № 3825).

## Вариации рулонных марок

### Перфорация
Зубцовка на рулонных марках, как правило, проходит с правого и левого боков (вертикальная зубцовка), но также они изготовлялись с зубцовкой сверху и снизу (горизонтальная зубцовка).

### Марки с номером на обороте
Иногда на обратной стороне рулонных марок ставится порядковый номер, облегчающий учёт наличия марок в начатых рулонах. Такие номера обычно находятся на обороте каждой пятой или десятой марки рулона и называются контрольными номерами.

### Марки с номером печатной формы
На рулонных почтовых марках США может наноситься номер печатной формы (клише, печатной пластины). Этот номер печатной формы, как правило, напечатан по нижнему полю почтовой марки и состоит из одного или нескольких знаков (цифр или комбинации цифр и букв) маленького размера.

### Марки без подложки
Недавним нововведением, которое стало возможно благодаря технологии самоприклеивания при нажатии (self-adhesive technology), является рулонная марка без подложки (linerless coil stamp). В то время как большинство самоклеящихся марок имеют бумажную подложку, рулонные марки без подложки подобны рулону скотча. Такие рулоны достигают огромных размеров, состоят из тысяч почтовых марок и используются только в случаях массовой отправки корреспонденции.